# Kuchary
Kuchary [pronunciación en polaco: /kuˈxarɨ/] es un pueblo ubicado en el distrito administrativo de Gmina Stopnica, dentro del Condado de Busko, Voivodato de Świętokrzyskie, en el sur de Polonia central. Se encuentra aproximadamente a 6 kilómetros al oeste de Stopnica, a 11 kilómetros al este de Busko-Zdrój, y a 52 kilómetros al sur de la capital regional Kielce.
El pueblo tiene una población de 240 habitantes.